# 渦度

北半球における高気圧 (H) ・低気圧 (L) の回転方向

渦度（うずど、かど、英: Vorticity）は、流れの回転するありさまを表現する量である。渦度はベクトル量（さらに言えば擬ベクトル）であり、流れの速度ベクトルのなすベクトル場の回転である。
渦度ベクトル Ω は流速ベクトル v = (vx, vy, vz) により、以下のように表される。
{\displaystyle {\begin{aligned}{\boldsymbol {\Omega }}&=\operatorname {rot} {\boldsymbol {v}}=\nabla \times {\boldsymbol {v}}\\&={\begin{pmatrix}{\dfrac {\partial v_{z}}{\partial y}}-{\dfrac {\partial v_{y}}{\partial z}},&{\dfrac {\partial v_{x}}{\partial z}}-{\dfrac {\partial v_{z}}{\partial x}},&{\dfrac {\partial v_{y}}{\partial x}}-{\dfrac {\partial v_{x}}{\partial y}}\end{pmatrix}}\end{aligned}}}
渦度ベクトルを流線のようにつなげた曲線を渦線という。流れの中のある閉曲線上の各点を通る渦線によってできる曲面を渦管という。断面積を無限小にした渦管を渦糸という。渦糸が閉曲線になっている場合、これを渦輪という。

## 性質
- 流れの中に微小領域をとったとき、微小時間で考えれば、その領域は渦度ベクトルの方向を軸に角速度 (1/2)|ω| で剛体的に回転する。
- 1本の渦管を考えたとき、渦管の表面を一周する任意の閉曲線 ∂S に沿った循環（渦度 ω の面積分）
{\displaystyle \Gamma =\oint _{\partial S}{\boldsymbol {v}}\cdot \mathrm {d} {\boldsymbol {s}}=\int _{S}{\boldsymbol {\omega }}\cdot \mathrm {d} {\boldsymbol {S}}}
は、渦管に固有の量となり、渦管の強さと呼ばれる。ここで ds は閉曲線 ∂S の線要素、dS は ∂S で囲まれる曲面の面要素である。
- 同様に、渦糸に対してその断面積 σ と渦度 ω との積 Γ = σω は渦糸に固有の量であり、渦糸の強さと呼ばれる。このことから、渦糸が細いところほど渦度が大きくなることが分かる。
- 渦管や渦糸は流体内部の点で途切れることはなく、流体領域の境界（無限遠を含む）まで伸びているか、閉曲線となり渦輪を作るかのどちらかである。

### テンソルとしての性質
渦度は、速度勾配テンソルの反対称成分
{\displaystyle {\big (}\partial _{[i}v_{j]}{\big )}={\frac {1}{2}}{\begin{pmatrix}0&{\dfrac {\partial v_{1}}{\partial x_{2}}}-{\dfrac {\partial v_{2}}{\partial x_{1}}}&{\dfrac {\partial v_{1}}{\partial x_{3}}}-{\dfrac {\partial v_{3}}{\partial x_{1}}}\\\\{\dfrac {\partial v_{2}}{\partial x_{1}}}-{\dfrac {\partial v_{1}}{\partial x_{2}}}&0&{\dfrac {\partial v_{2}}{\partial x_{3}}}-{\dfrac {\partial v_{3}}{\partial x_{2}}}\\\\{\dfrac {\partial v_{3}}{\partial x_{1}}}-{\dfrac {\partial v_{1}}{\partial x_{3}}}&{\dfrac {\partial v_{3}}{\partial x_{2}}}-{\dfrac {\partial v_{2}}{\partial x_{3}}}&0\end{pmatrix}}}
を、関係式
{\displaystyle {\frac {1}{2}}\left({\frac {\partial v_{i}}{\partial x_{j}}}-{\frac {\partial v_{j}}{\partial x_{i}}}\right)=\epsilon _{jik}\omega _{k}}
を用いてベクトルとして表したものである。ここで ε はエディントンのイプシロンである。

## ビオ・サバールの法則
無限に広がる流体領域の渦度分布が与えられており、かつ無限遠で速度が0であるとき、速度分布はビオ・サバールの法則により求められる。
{\displaystyle {\begin{aligned}{\boldsymbol {v}}&={\frac {1}{4\pi }}\iiint {\frac {{\boldsymbol {\omega }}\times {\boldsymbol {r}}}{r^{3}}}dV\\&=\operatorname {rot} \iiint {\frac {\boldsymbol {\omega }}{4\pi r}}dV\end{aligned}}}

## 渦度方程式
流体の運動方程式の回転を取ることによって、次の渦度方程式が導かれる。
{\displaystyle {\frac {\partial {\boldsymbol {\omega }}}{\partial t}}=\operatorname {rot} ({\boldsymbol {v}}\times {\boldsymbol {\omega }})+\nu \nabla ^{2}{\boldsymbol {\omega }}}
ここでνは流体の動粘性係数である。

## 大気力学における渦度
大気力学においては、渦度ベクトルの中で3方向の成分の中で特に重要なのは鉛直方向の成分であり、これは鉛直渦度と呼ばれ、単に渦度といった場合、暗黙の了解として鉛直渦度を指すことが多い。鉛直渦度は、東西南北方向の長方形の単位領域に対して、長方形の辺に沿う方向の風速を考え、
（上辺の西向きの風速－下辺の西向きの風速）／縦方向の距離  - （右辺の南向きの風速－左辺の南向きの風速）／横方向の距離
により与えられる。北半球においては、低気圧の鉛直渦度は正になり、高気圧の鉛直渦度は負になる。南半球においては逆符号になる。
地表からは静止しているように見える空気も地球の自転に伴って運動しているので、慣性系から見れば渦度を持っている。この自転に伴う渦度を惑星渦度という。惑星渦度 f は 2ωsinφ（ω は自転の角速度、φ は緯度）である。惑星渦度と地表から見たときの風による渦度（相対渦度 ζ という）と足し合わせた渦度、つまり慣性系から見たときの風による渦度を絶対渦度という。
中緯度の総観気象規模における渦度方程式は次の式で表される。
{\displaystyle {\frac {D_{h}(\zeta +f)}{Dt}}=-(\zeta +f){\biggl (}{\frac {\partial u}{\partial x}}+{\frac {\partial v}{\partial y}}{\biggr )}}
ただし、{\displaystyle {\frac {D_{h}}{Dt}}\equiv {\frac {\partial }{\partial t}}+u{\frac {\partial }{\partial x}}+v{\frac {\partial }{\partial y}}} である。
風に発散や収束が無い場合、上の式の右辺がゼロになる。すなわち、空気が別の場所へ移動してもその空気の絶対渦度は保存される。大気中では 500 hPa の面がこの状況に近い。そのため将来の渦度の分布を予測することが可能であり数値予報の重要な要素となっている。